# Matthew Pinsent
Sir Matthew Clive Pinsent, CBE (* 10. Oktober 1970 in Holt, Norfolk, England) ist ein ehemaliger britischer Ruderer und vierfacher Goldmedaillengewinner bei Olympischen Spielen.

## Werdegang
Pinsent, ein Sohn des anglikanischen Pfarrers Ewen Macpherson Pinsent (1930–2020), begann in Eton mit dem Rudern. Als Student der University of Oxford nahm er 1990, 1991 und 1993 am Boat Race teil. Er wurde 1990 der Ruderpartner von Steven Redgrave im Zweier ohne Steuermann. Dies war der Beginn einer langen und erfolgreichen Partnerschaft. Zusammen gewannen sie 1991 bei den Ruder-Weltmeisterschaften in Wien, bei den Olympischen Spielen 1992 in Barcelona und bei den Olympischen Spielen 1996 in Atlanta. Vier Jahre später, bei den Olympischen Spielen in Sydney, gewannen Pinsent und Redgrave zusammen mit James Cracknell und Tim Foster im Vierer ohne Steuermann.
Nach Redgraves Rücktritt bildeten Pinsent und Cracknell ein neues Team im Zweier ohne Steuermann und im Zweier mit Steuermann (mit Neil Chugani am Steuer). Bei den Weltmeisterschaften 2001 in Luzern gewann er im Zweier ohne und „Zweier mit“ innerhalb von nur 2 Stunden. Bei den Weltmeisterschaften 2002 in Sevilla siegte er im Zweier ohne. Bei den Weltmeisterschaften 2003 in Mailand wurde Pinsent zum ersten Mal seit 1991 geschlagen. Aus diesem Grund wechselte er in den Vierer ohne Steuermann. Bei den Olympischen Spielen 2004 in Athen gewann Pinsent im Vierer ohne, zusammen mit James Cracknell, Ed Coode und Steve Williams. Von 2001 bis 2004 war er Mitglied des IOC. Ende November 2004 gab er seinen Rücktritt bekannt.
Im Jahr 1993 wurde Pinsent durch Königin Elisabeth II. als Member of the Order of the British Empire (MBE) ausgezeichnet, im Jahr 2000 zum Commander of the Order of the British Empire (CBE) ernannt und im Jahr 2004 schließlich als Knight Bachelor in den Adelsstand erhoben. Im selben Jahr wurde er vom Weltruderverband FISA mit der Thomas-Keller-Medaille ausgezeichnet, der höchsten Auszeichnung im Rudersport. Sie wurde ihm im Mai 2005 in Eton überreicht.
Heute beteiligt sich Pinsent zusammen mit Steven Redgrave an Fundraising-Initiativen für wohltätige Zwecke, insbesondere im Bereich der Jugendarbeit und der Diabetesvorsorge.